# Hayden Mullins
Hayden Mullins (Reading, Inglaterra, 27 de marzo de 1979) es un exfutbolista y entrenador inglés que jugaba como centrocampista y fue profesional entre 1998 y 2015. Desde julio de 2023 dirige al equipo sub-21 del Fulham F. C.

## Trayectoria
En 2017 fue nombrado técnico del equipo sub-23 del Watford F. C. En diciembre de 2019 asumió el cargo de entrenador interino del primer equipo tras la salida de Quique Sánchez Flores y en julio de 2020 tras la de Nigel Pearson. El 1 de septiembre abandonó el club.
Dos días después de su marcha se unió al Colchester United F. C. como miembro del cuerpo técnico de Steve Ball. En marzo de 2021 pasó a ejercer de primer entrenador de manera interina y en mayo se hizo con el puesto de forma permanente. Fue despedido el 19 de enero de 2022 tras una racha de resultados adversos.
En julio de 2023, tras una experiencia dirigiendo a la selección de Islas Turcas y Caicos, fichó por el Fulham F. C. para entrenar a su equipo sub-21.

## Selección nacional
Fue internacional con la selección de fútbol sub-21 de Inglaterra, jugando tres partidos internacionales.

## Clubes

### Como jugador
| Club                        | País       | Año       |
| --------------------------- | ---------- | --------- |
| Crystal Palace F. C.        | Inglaterra | 1998-2003 |
| West Ham United F. C.       | Inglaterra | 2003-2009 |
| Portsmouth F. C.            | Inglaterra | 2009-2012 |
| Reading F. C. (cedido)      | Inglaterra | 2012      |
| Birmingham City F. C.       | Inglaterra | 2012-2014 |
| Notts County F. C. (cedido) | Inglaterra | 2014      |
| Notts County F. C.          | Inglaterra | 2014-2015 |

### Como entrenador
| Club                               | País                  | Año       |
| ---------------------------------- | --------------------- | --------- |
| Watford F. C. sub-23               | Inglaterra            | 2017-2020 |
| Watford F. C. (interino)           | Inglaterra            | 2019      |
| Watford F. C. (interino)           | Inglaterra            | 2020      |
| Colchester United F. C.            | Inglaterra            | 2021-2022 |
| Selección de Islas Turcas y Caicos | Islas Turcas y Caicos | 2023      |
| Fulham F. C. sub-21                | Inglaterra            | 2023-     |